# Hua Chunying
Hua Chunying (chinês tradicional: 華春瑩, chinês simplificado: 华春莹; nascida em abril de 1970) é uma política chinesa.  É membro do Partido Comunista da China e diretora do Departamento de Informação do Ministério das Relações Exteriores da China. Hua é a quinta mulher porta-voz e o 27º porta-voz desde que a posição foi estabelecida no ministério em 1983.

## Biografia
Hua nasceu em Huaian, Jiangsu. Seus pais eram oficiais do Partido Comunista; seu pai era ex-secretário da Comissão de Inspeção Disciplinar, no condado de Huaian, e sua mãe era vice-diretora de um distrito local. Ela se formou na Universidade de Nanquim em 1992, onde se graduou em Língua Inglesa na Escola de Línguas Estrangeiras. 
Após a formatura, Hua foi nomeada oficial do Departamento da Europa Ocidental. Durante um período de 20 anos, Hua trabalhou até alcançar a posição de porta-voz. Após 1995, ela passou quatro anos em Singapura como adida diplomática. Entre 2003 e 2010, foi promovida de secretária para conselheira na Missão da China na União Europeia. 
Em 2012, Hua foi promovida a Vice-Diretora do Departamento de Informação do Ministério das Relações Exteriores da China. Ela atua simultaneamente como porta-voz do mesmo ministério. Em fevereiro de 2018, durante uma ausência prolongada no Ministério das Relações Exteriores, houve relatos de que Hua fora investigada por armazenar grandes quantidades de dólares americanos em sua casa. Em 1 de março de 2018, Hua voltou a trabalhar como porta-voz do Ministério das Relações Exteriores. Em 18 de julho de 2019, foi nomeada Diretora do Departamento de Informação do Ministério das Relações Exteriores da China, sucedendo Lu Kang. Ela se tornou a segunda Diretora-Geral do Departamento de Informação depois de Gong Peng, a primeira Diretora-Geral desse departamento.

## Comentários
Hua criticou o pedido dos EUA de libertar o advogado Pu Zhiqiang afirmando: "Eu acho que muitas pessoas têm a mesma sensação que eu, que algumas pessoas nos Estados Unidos têm corações que são grandes demais e mãos que são longas demais. Washington deve enfrentar os problemas de direitos humanos em casa e parar de tentar ser o policial ou juiz do mundo." 
Em 2018, em resposta às tarifas americanas impostas ao comércio com a China, Hua disse: "Nas relações internacionais, toda vez que você muda, toda vez que quebra uma promessa, a credibilidade do país é prejudicada".

## Vida pessoal
Hua Chunying gosta de jogar tênis.